# Aparat Deana-Starka

Aparat Deana-Starka

Aparat Deana-Starka – szklany sprzęt laboratoryjny do jednoczesnego oddestylowywania i rozdzielania mieszanin azeotropowych w trakcie prowadzenia reakcji chemicznych wymagających stałego odbierania jednego z ciekłych produktów. Zazwyczaj służy do odbierania wody, ale może być używany do praktycznie każdego układu azeotropowego. Aparat został opracowany przez E.W. Deana i D.D. Starka w 1920 w celu ustalenia zawartości wody w ropie naftowej.
Aparat ten jest połączeniem krótkiej kolumny rektyfikacyjnej i specyficznej konstrukcji łącznika destylacyjnego. Istota jego działania polega na spontanicznym rozdziale po ochłodzeniu mieszaniny azeotropowej na dwie warstwy i okresowe spuszczanie jednej warstwy przy stałym zawracaniu drugiej z powrotem do układu reakcji.
Istnieją dwa typy tych aparatów – w wersji do usuwania górnej warstwy azeotropu i dolnej warstwy azeotropu. Poniżej i na grafice obok przedstawiona jest wersja do usuwania dolnej warstwy.

## Konstrukcja
Aparat ten składa się z krótkiej kolumny rektyfikacyjnej (3) oraz łącznika destylacyjnego (8). Konstrukcja kolumny nie odbiega od tradycyjnej, zmodyfikowany jest natomiast łącznik. Stanowi go skośna rura boczna łącząca go z kolumną oraz rura pionowa (8) ze skalą i kranikiem (9).
Aparat ten montuje się od strony kolumny na kolbie (1) reakcyjnej, a od drugiej strony zakłada się na aparat kolbę odbieralnikową (10). Oprócz tego aparat zaopatruje się w chłodnicę (5) i termometr (4).
Istnieją też wersje aparatu bez kolumny rektyfikacyjnej, które można montować do aparatury poprzez głowicę rektyfikacyjną lub bezpośrednio na kolbę, w której zachodzi reakcja.

## Działanie
W trakcie reakcji powstaje ciekły produkt, który tworzy z rozpuszczalnikiem mieszaninę azeotropową, nie można zatem tego produktu oddzielić od rozpuszczalnika przez samą destylację. Mieszanina ulatnia się w formie par z kolby (1) i przechodzi przez kolumnę (3) i skośną rurę łączącą do chłodnicy zwrotnej (5), gdzie jest skraplana. Skroplony azeotrop gromadzi się w pionowej rurze (8) ze skalą.
Ulega tam on spontanicznemu rozdziałowi na dwie warstwy, gdy schładza się do temperatury pokojowej, dzięki temu, że skład azeotropu jest funkcją jego temperatury. Czasami, aby przyspieszyć proces, można odbieralnik dodatkowo chłodzić, na przykład lodem.
Zakładając, że rozpuszczalnik ma mniejszą gęstość od produktu, gromadzi się on w warstwie górnej. Dzięki temu, gdy pionowa, skalowana rura aparatu całkowicie zapełni się cieczą, u jej szczytu znajduje się rozpuszczalnik, a u dołu produkt. Rozpuszczalnik zawraca automatycznie do układu reakcji ukośną rurą między rurą skalowaną a kolumną, zaś produkt można okresowo spuszczać do odbieralnika (10), otwierając od czasu do czasu kranik (9). Skala na łączniku umożliwia ilościowe ustalenie postępu reakcji przez pomiar ilości otrzymanego produktu, który może być produktem ubocznym reakcji (przykładowo woda powstająca w czasie estryfikacji) lub produktem głównym.